# Kuja białogardła
Kuja białogardła (Coua delalandei) – gatunek dużego ptaka z rodziny kukułkowatych (Cuculidae). Występował endemicznie na wyspie Nosy Boraha leżącej nieopodal wschodniego wybrzeża Madagaskaru. Ostatnie pewne stwierdzenie miało miejsce w 1834. Uznany za wymarły.

## Taksonomia

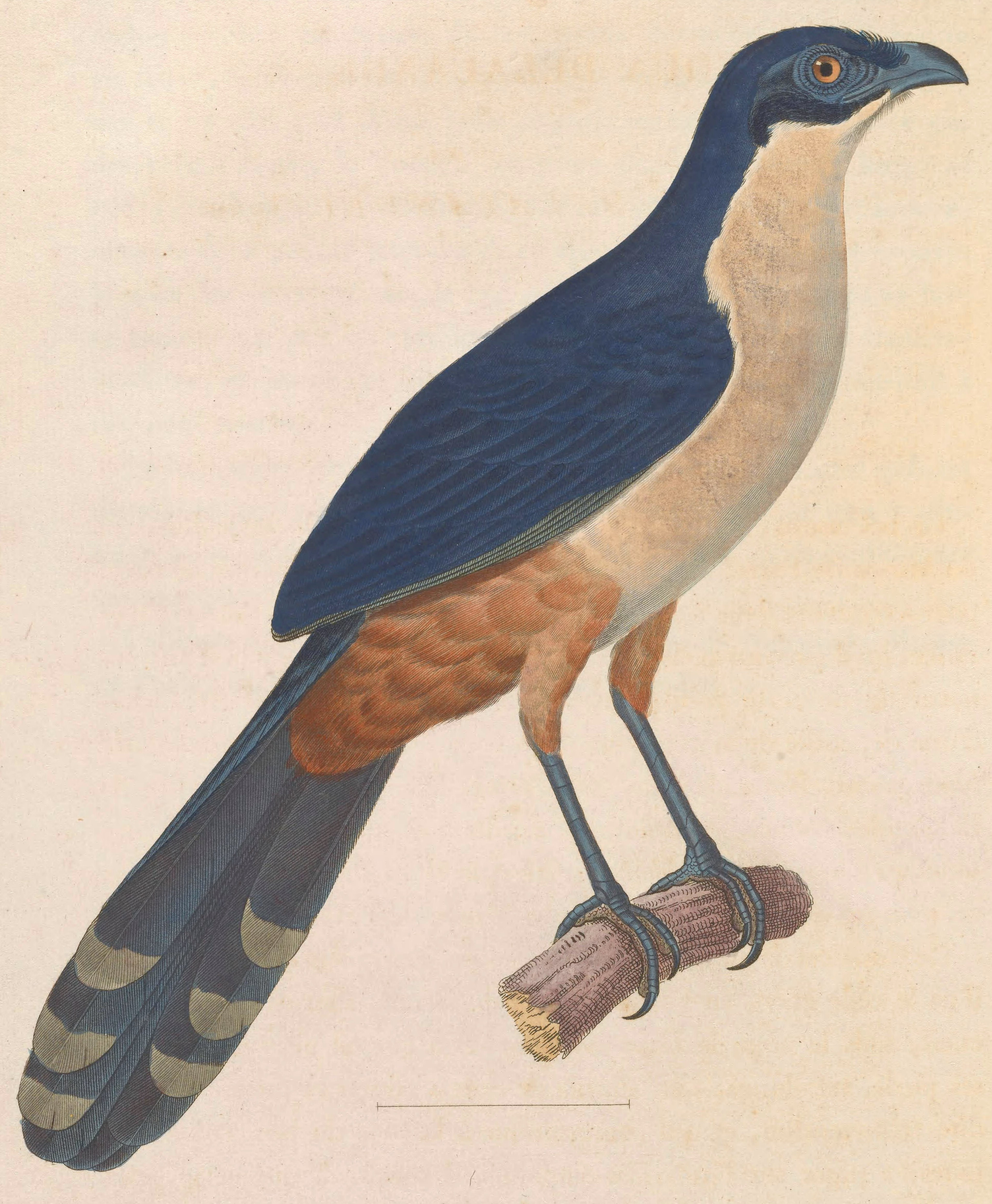
Tablica barwna dołączona do opisu gatunku

Gatunek po raz pierwszy opisał Coenraad Jacob Temminck w 1827. Do opisu była dołączona tablica barwna oznaczona numerem 440. Nowemu gatunkowi nadał nazwę Coccycus Delalandei. Obecnie (2017) Międzynarodowy Komitet Ornitologiczny umieszcza kuję białogardłą w rodzaju Coua i uznaje gatunek za monotypowy. Epitet gatunkowy upamiętnia Pierre’a Antoine’a Delalande’a (1787–1823), francuskiego przyrodnika, podróżnika i kolekcjonera, który w latach 1818–1822 podróżował po tropikalnych częściach Afryki; zasilił zbiory francuskiego Muzeum Historii Naturalnej w Paryżu m.in. o holotyp C. delalandei od podróżnika powracającego z Madagaskaru. Na kladogramie przedstawionym w The Cuckoos (Robert Payne, 2005) kuja białogardła widnieje jako takson siostrzany wobec rdzawopierśnej (C. serriana). Badacze dysponowali jednak niewielką ilością materiału genetycznego, odpowiednio 334 i 149 par zasad dla każdego z gatunków. Możliwe też, że kuja białogardła najbliżej spokrewniona jest z wielką (C. gigas). 
Gatunek znany jest z 14 okazów muzealnych (2016). Przechowywane są w zbiorach muzealnych w Brukseli, Cambridge (Massachusetts), Lejdzie, Liverpoolu, Antananarywie, Nowym Jorku, Filadelfii, Stuttgarcie, Tring, Wiedniu i Petersburgu, gdzie jeden okaz odnaleziono w zbiorach w 2016.

## Morfologia
Długość ciała około 56–57 cm. Była to największa z kuj. Ze szczątków kopalnych znany jest gatunek Coua primavea, zaś ze szczątków większa C. berthae. Długość skoku u przedstawicieli pierwszego gatunku wynosiła ok. 84 mm, u drugiego 93 mm – był również mocno zbudowany, znacznie mocniej niż u innych kuj, w tym C. delalandei. Wymiary dla 4 osobników: długość skrzydła 217–226 mm, długość ogona 256–300 mm, długość skoku 68–80 mm. Nie występował dymorfizm płciowy w upierzeniu. Głowa miała barwę ciemnofioletową, ciemię czarne z fioletowoniebieskim nalotem. Skrzydła niebieskie z fioletowym połyskiem. Sterówki długie, fioletowoniebieskie. O1 i O2 całkowicie niebieskie, na T3–T5 widoczne szerokie białe zakończenia. Gardło i pierś białe. Boki i brzuch rdzawe, pokrywy podogonowe rdzawe, ciemne. Z przodu głowy występuje naga niebieska skóra, okalana czarnymi piórami. Tęczówka zależnie od źródła brązowa lub żółta. Dziób czarny, stopy szaroniebieskie. Palce krótkie.

## Zasięg, ekologia i zachowanie
Kuja białogardła była endemitem wyspy Nosy Boraha (Île Sainte-Marie), leżącej u wschodniego wybrzeża Madagaskaru; źródła są sprzeczne co do występowania w pobliskiej części Madagaskaru. Zdaje się, że nie istnieją bezpośrednie dowody. Nie ma również okazów z tej wyspy, wszystkie pochodzą z Île Sainte-Marie. Ptaki te żyły w lasach deszczowych blisko poziomu morza. Prowadziły naziemny tryb życia. W swoich ruchach były zręczne. Żywiły się mięczakami, rozbijając ich skorupy o kamienie w „kuźniach”. Ptak obserwowany w niewoli po zjedzeniu wycierał dziób.

## Status
IUCN uznaje gatunek za wymarły (EX, Extinct). Ostatni okaz odłowiono w 1834. Gatunek zaczął zanikać wraz z lasami na wyspie. Ponadto polowano na niego, szczególnie gdy pożywiały się w swoich kamiennych „kuźniach”, które Payne nazwał „pomnikami wymarcia” tego gatunku. Lokalni mieszkańcy cenili sobie pióra tych ptaków. Według Lavaudena jeszcze w latach 20. XX wieku myśliwi mieli polować na kuje białogardłe. W 1932 handlarzom z Antananarywy zaoferowano duże nagrody za pozyskanie okazu tego gatunku, jednak nikt się nie zgłosił.